# Penrosada leaena
Penrosada leaena är en fjärilsart som beskrevs av William Chapman Hewitson 1861. Penrosada leaena ingår i släktet Penrosada och familjen praktfjärilar. Inga underarter finns listade i Catalogue of Life.